# Cardiochiles
Cardiochiles är ett släkte av steklar som beskrevs av Christian Gottfried Daniel Nees von Esenbeck 1819. Cardiochiles ingår i familjen bracksteklar.

## Dottertaxa tillCardiochiles, i alfabetisk ordning[1][2]
- Cardiochiles aethiops
- Cardiochiles alboannulatus
- Cardiochiles albocalcaratus
- Cardiochiles albopilosus
- Cardiochiles angustifrons
- Cardiochiles apicalis
- Cardiochiles aterrimus
- Cardiochiles bequaerti
- Cardiochiles calculator
- Cardiochiles calvus
- Cardiochiles ceylonicus
- Cardiochiles dissimulator
- Cardiochiles erythronotus
- Cardiochiles explorator
- Cardiochiles falcatus
- Cardiochiles fallax
- Cardiochiles floridanus
- Cardiochiles fumatus
- Cardiochiles fuscipennis
- Cardiochiles fuscus
- Cardiochiles glaphyrus
- Cardiochiles gussakovskii
- Cardiochiles gwenae
- Cardiochiles hyalipennis
- Cardiochiles javanus
- Cardiochiles karakumicus
- Cardiochiles kasachstanicus
- Cardiochiles laevifossa
- Cardiochiles longiceps
- Cardiochiles lucidus
- Cardiochiles melanotus
- Cardiochiles mexicanus
- Cardiochiles microsomus
- Cardiochiles minutigeri
- Cardiochiles nigroclypeus
- Cardiochiles orizabae
- Cardiochiles ornatus
- Cardiochiles pappi
- Cardiochiles philippensis
- Cardiochiles phostriae
- Cardiochiles pictithorax
- Cardiochiles planitarsus
- Cardiochiles populator
- Cardiochiles priesneri
- Cardiochiles pseudofallax
- Cardiochiles purpureus
- Cardiochiles ruficollis
- Cardiochiles saltator
- Cardiochiles scapularis
- Cardiochiles semenowi
- Cardiochiles shestakovi
- Cardiochiles therberiae
- Cardiochiles thoracicus
- Cardiochiles tibialis
- Cardiochiles tibiator
- Cardiochiles tjanshanicus
- Cardiochiles triplus
- Cardiochiles turcmenicus
- Cardiochiles turkestanicus
- Cardiochiles weidholzi
- Cardiochiles vitripennis
- Cardiochiles volgensis
- Cardiochiles xanthocarpus